# Salmo cettii
La trota siciliana, o trota macrostigma siciliana (Salmo cettii, Rafinesque, 1810), è un pesce appartenente alla famiglia dei Salmonidae. Si tratta di una specie del gruppo Salmo trutta. Non va confusa con la trota macrostigma (Salmo macrostigma), distribuita in Africa settentrionale, né con la trota mediterranea (Salmo ghigii), presente in Italia peninsulare e in Sardegna.

## Descrizione
Appare molto simile alle popolazioni sarde e laziali di trota mediterranee, con le quali è stata spesso accomunata col nome di "trota macrostigma italiana", per via dell'assenza di macchie rosse sui fianchi e la presenza di grandi punti neri. La livrea varia leggermente tra le differenti popolazioni siciliane, ma si mantiene piuttosto riconoscibile.

## Distribuzione e habitat
La specie abita i fiumi di risorgiva della Sicilia sudorientale (provincia di Siracusa e Ragusa), dove attualmente resistono soltanto pochissime popolazioni, una soltanto delle quali appare geneticamente pura. La specie venne descritta utilizzando esemplari che provenivano anche dal Val Demone, ovvero dai Nebrodi, dove tuttavia non sembrano essere più presenti popolazioni di trote native. La specie può, come adattamento alle caratteristiche del clima mediterraneo, tollerare condizioni di relativamente alta temperatura e scarsità di ossigenazione dell'acqua che sarebbero letali per le altre specie di trota.

## Conservazione
La specie è gravemente minacciata dall'alterazione dell'habitat, che si esplica soprattutto attraverso il prelievo idrico e l'inquinamento provocato da scarichi non depurati, ma anche il bracconaggio da parte dell'uomo, il cambiamento climatico e l'introduzione di specie aliene per la pesca sportiva come la trota iridea (Oncorhynchus mykiss) e la trota fario (Salmo trutta) contribuiscono al declino e alla rarefazione della specie. Infine, l'elevato impoverimento genetico di queste popolazioni è un ulteriore fattore di rischio per la loro sopravvivenza a lungo termine.

## Tassonomia
La vera trota macrostigma (Salmo macrostigma) è del tutto assente dalle acque siciliane ed italiane, in quanto endemica delle acque del Nord Africa (Algeria e Marocco).
Indagini biogeografiche e molecolari sul DNA mitocondriale hanno dimostrato come la trota siciliana non appartenga alla stessa linea evolutiva delle trote mediterranee, in quanto di origine atlantica, similmente alla gran parte delle trote del Nordafrica, con cui forma il clade Afro-Atlantico. L'antenato della trota siciliana ha infatti colonizzato la Sicilia presumibilmente via mare durante le glaciazioni, a partire dalla penisola Iberica, per poi rimanere isolato nelle poche risorgive che hanno mantenuto un habitat idoneo ai salmonidi in seguito dell'innalzamento delle temperature avvenuto durante l'Olocene.